# Isodictya maeandrina
Isodictya maeandrina är en svampdjursart som beskrevs av James Barrie Kirkpatrick 1907. Isodictya maeandrina ingår i släktet Isodictya och familjen Isodictyidae. Inga underarter finns listade i Catalogue of Life.